# 2011–2012-es magyar labdarúgó-ligakupa (csoportkör)
A 2011–2012-es magyar labdarúgó-ligakupa csoportkörének mérkőzéseit 2011. augusztus 31. és november 16. között játszották le.
A csoportkörben húsz csapat vett részt. Tizenhat első osztályú és négy másodosztályú. A csoportkörben öt, egyaránt négycsapatos csoportot képeztek. A csoportokban a csapatok körmérkőzéses, oda-visszavágós rendszerben mérkőztek meg egymással. A csoportok első helyezettjei és a három legjobb csoport második az egyenes kieséses szakaszba jutott, a harmadik illetve az utolsó helyezettek kiestek.

## Fordulók és időpontok
| Mérkőzésnap    | Mérkőzés dátuma     |
| -------------- | ------------------- |
| 1. mérkőzésnap | 2011. augusztus 31. |
| 2. mérkőzésnap | 2011. szeptember 7. |
| 3. mérkőzésnap | 2011. október 5.    |
| 4. mérkőzésnap | 2011. október 12.   |
| 5. mérkőzésnap | 2011. november 9.   |
| 6. mérkőzésnap | 2011. november 16.  |

## Sorsolás
A Magyar Labdarúgó-szövetség versenybizottsága a 2011–2012-es magyar labdarúgó-ligakupa csoportbeosztását 2011. augusztus 3-án készítette el.

## Csoportok
| Színmagyarázat                                                          |
| ----------------------------------------------------------------------- |
| A csoportok első helyezettje bejutott a negyeddöntőbe.                  |
| A csoportok legjobb három második helyezettje bejutott a negyeddöntőbe. |
| A csoport többi helyezettje kiesett a csoportkörből.                    |

### A csoport
| Csapat           | M | Gy | D | V | G+ | G– | Gk  | P  |
| ---------------- | - | -- | - | - | -- | -- | --- | -- |
| Lombard Pápa     | 6 | 4  | 1 | 1 | 16 | 3  | +13 | 13 |
| Győri ETO        | 6 | 2  | 3 | 1 | 9  | 8  | +1  | 9  |
| Haladás          | 6 | 2  | 1 | 3 | 7  | 9  | –2  | 7  |
| Zalaegerszegi TE | 6 | 1  | 1 | 4 | 6  | 18 | –12 | 4  |

|                  | GYŐ | HAL | PÁP | ZTE |
| ---------------- | --- | --- | --- | --- |
| Győri ETO        |     | 2–2 | 1–3 | 3–1 |
| Haladás          | 1–2 |     | 2–0 | 2–1 |
| Lombard Pápa     | 0–0 | 1–0 |     | 4–0 |
| Zalaegerszegi TE | 1–1 | 3–0 | 0–8 |     |

| 2011. augusztus 31. 17:00 |

| Lombard Pápa | 0–0               | Győri ETO |
| ------------ | ----------------- | --------- |
|              | (0–0) Jegyzőkönyv |           |

| Perutz Stadion, Pápa Nézőszám: 100 Játékvezető: Kovács J. Zoltán (magyar) |

| 2011. augusztus 31. 18:00 |

| Haladás              | 2–1               | Zalaegerszegi TE |
| -------------------- | ----------------- | ---------------- |
| Simon 67' Czafit 77' | (0–1) Jegyzőkönyv | Kovács Gá. 36'   |

| Rohonci út, Szombathely Nézőszám: 500 Játékvezető: Pánczél Krisztián (magyar) |

| 2011. szeptember 6. 16:30 |

| Győri ETO               | 2–2               | Haladás                          |
| ----------------------- | ----------------- | -------------------------------- |
| Dudás 31' Molnár T. 74' | (1–0) Jegyzőkönyv | Ugrai 76' Vujović 88' (11-esből) |

| ETO Park, Győr Nézőszám: 300 Játékvezető: Becséri Dániel (magyar) |

| 2011. szeptember 7. 17:00 |

| Zalaegerszegi TE | 0–8               | Lombard Pápa                                                         |
| ---------------- | ----------------- | -------------------------------------------------------------------- |
|                  | (0–2) Jegyzőkönyv | Žuļevs 11' 66' Varga 41' Lovrencsics 49' 52' Szabó 56' 86' Marić 81' |

| ZTE Aréna, Zalaegerszeg Nézőszám: 300 Játékvezető: Pintér Csaba (magyar) |

| 2011. október 5. 16:30 |

| Haladás              | 2–0               | Lombard Pápa |
| -------------------- | ----------------- | ------------ |
| Ugrai 22' Skriba 74' | (1–0) Jegyzőkönyv |              |

| Rohonci út, Szombathely Nézőszám: 500 Játékvezető: Pánczél Krisztián (magyar) |

| 2011. október 5. 17:00 |

| Zalaegerszegi TE | 1–1               | Győri ETO |
| ---------------- | ----------------- | --------- |
| Bujor 12'        | (1–0) Jegyzőkönyv | Kiss 68'  |

| ZTE Aréna, Zalaegerszeg Nézőszám: 200 Játékvezető: Kovács Gábor (magyar) |

| 2011. október 12. 15:00 |

| Győri ETO               | 3–1               | Zalaegerszegi TE |
| ----------------------- | ----------------- | ---------------- |
| Kiss 7' Serfőző 52' 54' | (1–0) Jegyzőkönyv | Szalai 90'       |

| ETO Park, Győr Nézőszám: 300 Játékvezető: Farkas Tibor (magyar) |

| 2011. október 12. 16:00 |

| Lombard Pápa | 1–0               | Haladás |
| ------------ | ----------------- | ------- |
| Tóth 81'     | (0–0) Jegyzőkönyv |         |

| Perutz Stadion, Pápa Nézőszám: 200 Játékvezető: Becséri Dániel (magyar) |

| 2011. november 9. 16:00 |

| Lombard Pápa                         | 4–0               | Zalaegerszegi TE |
| ------------------------------------ | ----------------- | ---------------- |
| Lovrencsics 33' 41' Ferenczi 45' 56' | (3–0) Jegyzőkönyv |                  |

| Perutz Stadion, Pápa Nézőszám: 100 Játékvezető: Gaál Gyöngyi (magyar) |

| 2011. november 9. 16:30 |

| Haladás    | 1–2               | Győri ETO                 |
| ---------- | ----------------- | ------------------------- |
| Skriba 84' | (0–1) Jegyzőkönyv | Alekszidze 36' Ceolin 55' |

| Rohonci út, Szombathely Nézőszám: 500 Játékvezető: Oláh Gábor (magyar) |

| 2011. november 15. 13:00 |

| Győri ETO  | 1–3               | Lombard Pápa         |
| ---------- | ----------------- | -------------------- |
| Völgyi 58' | (0–3) Jegyzőkönyv | Ferenczi 17' 30' 35' |

| ETO Park, Győr Nézőszám: 300 Játékvezető: Radványi Ádám (magyar) |

| 2011. november 16. 13:00 |

| Zalaegerszegi TE             | 3–0               | Haladás |
| ---------------------------- | ----------------- | ------- |
| Kovács Gá. 25' 44' Bujor 73' | (2–0) Jegyzőkönyv |         |

| ZTE Aréna, Zalaegerszeg Nézőszám: 150 Játékvezető: Barna Gábor (magyar) |

### B csoport
| Csapat            | M | Gy | D | V | G+ | G– | Gk | P  |
| ----------------- | - | -- | - | - | -- | -- | -- | -- |
| Kaposvári Rákóczi | 6 | 4  | 1 | 1 | 9  | 5  | +4 | 13 |
| Pécsi MFC         | 6 | 3  | 1 | 2 | 10 | 6  | +4 | 10 |
| BFC Siófok        | 6 | 3  | 1 | 2 | 7  | 7  | 0  | 10 |
| Ferencváros       | 6 | 0  | 1 | 5 | 6  | 14 | –8 | 1  |

|                   | SIÓ | FTC | KAP | PÉC |
| ----------------- | --- | --- | --- | --- |
| BFC Siófok        |     | 2–1 | 2–0 | 0–2 |
| Ferencváros       | 1–2 |     | 0–2 | 1–4 |
| Kaposvári Rákóczi | 2–0 | 2–2 |     | 1–0 |
| Pécsi MFC         | 1–1 | 2–1 | 1–2 |     |

| 2011. augusztus 30. 18:00 |

| Pécsi MFC           | 1–2               | Kaposvári Rákóczi |
| ------------------- | ----------------- | ----------------- |
| Tóth 57' (11-esből) | (0–1) Jegyzőkönyv | Farkas 6' 79'     |

| PMFC Stadion, Pécs Nézőszám: 500 Játékvezető: Becséri Dániel (magyar) |

| 2011. augusztus 31. 18:00 |

| BFC Siófok              | 2–1               | Ferencváros  |
| ----------------------- | ----------------- | ------------ |
| Lengyel 14' Sowunmi 62' | (1–1) Jegyzőkönyv | Pölöskey 20' |

| Révész Géza utca, Siófok Nézőszám: 500 Játékvezető: Radványi Ádám (magyar) |

| 2011. szeptember 6. 17:00 |

| Kaposvári Rákóczi     | 2–0               | BFC Siófok |
| --------------------- | ----------------- | ---------- |
| Kovács 30' Graszl 48' | (1–0) Jegyzőkönyv |            |

| Rákóczi Stadion, Kaposvár Nézőszám: 300 Játékvezető: Botló Béla (magyar) |

| 2011. szeptember 7. 20:00 |

| Ferencváros | 1–4               | Pécsi MFC                                         |
| ----------- | ----------------- | ------------------------------------------------- |
| Nyilasi 30' | (1–3) Jegyzőkönyv | Bajzát 5' Andorka 7' Antal 34' (öngól) Demjén 65' |

| Albert Flórián Stadion, Budapest Nézőszám: 300 Játékvezető: Farkas Tibor (magyar) |

| 2011. október 5. 15:00 |

| BFC Siófok | 0–2               | Pécsi MFC                  |
| ---------- | ----------------- | -------------------------- |
|            | (0–0) Jegyzőkönyv | Simonfalvi 59' Horváth 61' |

| Révész Géza utca, Siófok Nézőszám: 200 Játékvezető: Szőts Gergely (magyar) |

| 2011. október 5. 18:00 |

| Ferencváros | 0–2               | Kaposvári Rákóczi |
| ----------- | ----------------- | ----------------- |
|             | (0–1) Jegyzőkönyv | Grumić 38' 65'    |

| Albert Flórián Stadion, Budapest Nézőszám: 250 Játékvezető: Berke Balázs (magyar) |

| 2011. október 12. 18:00 |

| Pécsi MFC  | 1–1               | BFC Siófok  |
| ---------- | ----------------- | ----------- |
| Bajzát 45' | (1–1) Jegyzőkönyv | Sowunmi 21' |

| PMFC Stadion, Pécs Nézőszám: 200 Játékvezető: Lovas László (magyar) |

| 2011. október 12. 18:00 |

| Kaposvári Rákóczi                  | 2–2               | Ferencváros           |
| ---------------------------------- | ----------------- | --------------------- |
| Pavlović 28' (11-esből) Jammeh 46' | (1–1) Jegyzőkönyv | Fitos 42' Nyilasi 87' |

| Rákóczi Stadion, Kaposvár Nézőszám: 600 Játékvezető: Böcskei Balázs (magyar) |

| 2011. november 8. 14:00 |

| BFC Siófok                  | 2–0               | Kaposvári Rákóczi |
| --------------------------- | ----------------- | ----------------- |
| Bozović 57' Lattenstein 64' | (0–0) Jegyzőkönyv |                   |

| Révész Géza utca, Siófok Nézőszám: 100 Játékvezető: Gyarmati II. Tibor (magyar) |

| 2011. november 10. 18:00 |

| Pécsi MFC                  | 2–1               | Ferencváros |
| -------------------------- | ----------------- | ----------- |
| Pákolicz 3' Šćepanović 55' | (1–1) Jegyzőkönyv | Lisztes 17' |

| PMFC Stadion, Pécs Nézőszám: 400 Játékvezető: Farkas Ádám (magyar) |

| 2011. november 15. 16:00 |

| Kaposvári Rákóczi | 1–0               | Pécsi MFC |
| ----------------- | ----------------- | --------- |
| Jammeh 69'        | (0–0) Jegyzőkönyv |           |

| Rákóczi Stadion, Kaposvár Nézőszám: 300 Játékvezető: Berger József (magyar) |

| 2011. november 16. 19:00 |

| Ferencváros         | 1–2               | BFC Siófok                       |
| ------------------- | ----------------- | -------------------------------- |
| Oláh 56' (11-esből) | (0–0) Jegyzőkönyv | Fejes 52' Melczer 60' (11-esből) |

| Albert Flórián Stadion, Budapest Nézőszám: 200 Játékvezető: Erdős József (magyar) |

### C csoport
| Csapat          | M | Gy | D | V | G+ | G– | Gk | P  |
| --------------- | - | -- | - | - | -- | -- | -- | -- |
| Videoton        | 6 | 3  | 2 | 1 | 11 | 7  | +4 | 11 |
| MTK Budapest    | 6 | 3  | 2 | 1 | 6  | 5  | +1 | 11 |
| Budapest Honvéd | 6 | 2  | 1 | 3 | 8  | 8  | 0  | 7  |
| Gyirmót         | 6 | 1  | 1 | 4 | 9  | 14 | –5 | 4  |

|                 | HON | GYI | MTK | VID |
| --------------- | --- | --- | --- | --- |
| Budapest Honvéd |     | 3–0 | 0–2 | 1–1 |
| Gyirmót         | 3–0 |     | 1–1 | 2–4 |
| MTK Budapest    | 0–3 | 2–1 |     | 1–0 |
| Videoton        | 2–1 | 4–2 | 0–0 |     |

| 2011. augusztus 31. 17:00 |

| MTK Budapest | 1–0               | Videoton |
| ------------ | ----------------- | -------- |
| Könyves 73'  | (0–0) Jegyzőkönyv |          |

| Hidegkuti Nándor Stadion, Budapest Nézőszám: 133 Játékvezető: Miquel Álvaro García (chilei) |

| 2011. augusztus 31. 18:00 |

| Gyirmót                   | 3–0               | Budapest Honvéd |
| ------------------------- | ----------------- | --------------- |
| Domanyik 16' Tóth 78' 87' | (1–0) Jegyzőkönyv |                 |

| Ménfői út, Gyirmót Nézőszám: 200 Játékvezető: Erdős József (magyar) |

| 2011. szeptember 7. 17:30 |

| Budapest Honvéd | 0–2               | MTK Budapest          |
| --------------- | ----------------- | --------------------- |
|                 | (0–2) Jegyzőkönyv | Kelemen 28' Frank 41' |

| Bozsik József Stadion, Budapest Nézőszám: 300 Játékvezető: Lovas László (magyar) |

| 2011. szeptember 7. 19:00 |

| Videoton                         | 4–2               | Gyirmót                        |
| -------------------------------- | ----------------- | ------------------------------ |
| Nikolics 16' 90+2' Alves 46' 82' | (1–1) Jegyzőkönyv | Héctor 32' (öngól) Lannert 73' |

| Sóstói Stadion, Székesfehérvár Nézőszám: 400 Játékvezető: Gyarmati II. Tibor (magyar) |

| 2011. október 5. 15:00 |

| MTK Budapest                      | 2–1               | Gyirmót  |
| --------------------------------- | ----------------- | -------- |
| Tischler 54' (11-esből) Csiki 61' | (0–0) Jegyzőkönyv | Tóth 69' |

| Hidegkuti Nándor Stadion, Budapest Nézőszám: 200 Játékvezető: Fenyvesi Szabolcs (magyar) |

| 2011. október 5. 19:00 |

| Videoton                | 2–1               | Budapest Honvéd |
| ----------------------- | ----------------- | --------------- |
| Nagy 70' Nikolics 90+1' | (0–0) Jegyzőkönyv | Torghelle 72'   |

| Sóstói Stadion, Székesfehérvár Nézőszám: 500 Játékvezető: Böcskei Balázs (magyar) |

| 2011. október 12. 17:00 |

| Gyirmót            | 1–1               | MTK Budapest |
| ------------------ | ----------------- | ------------ |
| Vukmir 45' (öngól) | (1–0) Jegyzőkönyv | Vass 79'     |

| Ménfői út, Gyirmót Nézőszám: 300 Játékvezető: Berke Balázs (magyar) |

| 2011. október 12. 18:00 |

| Budapest Honvéd | 1–1               | Videoton     |
| --------------- | ----------------- | ------------ |
| Abass 82'       | (0–0) Jegyzőkönyv | Walter 90+2' |

| Bozsik József Stadion, Budapest Nézőszám: 200 Játékvezető: Takács János (magyar) |

| 2011. november 9. 13:30 |

| MTK Budapest | 0–3               | Budapest Honvéd                    |
| ------------ | ----------------- | ---------------------------------- |
|              | (0–2) Jegyzőkönyv | Danilo 21' Torghelle 37' Abass 89' |

| Hidegkuti Nándor Stadion, Budapest Nézőszám: 200 Játékvezető: Kulcsár Katalin (magyar) |

| 2011. november 9. 15:00 |

| Gyirmót                                      | 2–4               | Videoton                            |
| -------------------------------------------- | ----------------- | ----------------------------------- |
| Varga 42' (11-esből) Homonyik 87' (11-esből) | (1–2) Jegyzőkönyv | Nikolics 21' 54' Vasiljević 34' 85' |

| Ménfői út, Gyirmót Nézőszám: 200 Játékvezető: Radványi Ádám (magyar) |

| 2011. november 16. 16:00 |

| Videoton | 0–0               | MTK Budapest |
| -------- | ----------------- | ------------ |
|          | (0–0) Jegyzőkönyv |              |

| Sóstói Stadion, Székesfehérvár Nézőszám: 300 Játékvezető: Berke Balázs (magyar) |

| 2011. november 16. 17:00 |

| Budapest Honvéd                       | 3–0               | Gyirmót |
| ------------------------------------- | ----------------- | ------- |
| Délczeg 11' (11-esből) 41' Vernes 80' | (2–0) Jegyzőkönyv |         |

| Bozsik József Stadion, Budapest Nézőszám: 200 Játékvezető: Botló Béla (magyar) |

### D csoport
| Csapat        | M | Gy | D | V | G+ | G– | Gk  | P  |
| ------------- | - | -- | - | - | -- | -- | --- | -- |
| Kecskeméti TE | 6 | 4  | 1 | 1 | 13 | 10 | +3  | 13 |
| Paksi FC      | 6 | 3  | 1 | 2 | 24 | 11 | +13 | 10 |
| Újpest        | 6 | 3  | 1 | 2 | 17 | 15 | +2  | 10 |
| Szolnoki MÁV  | 6 | 0  | 1 | 5 | 3  | 21 | –18 | 1  |

|               | KTE | PAK | SZO  | ÚJP |
| ------------- | --- | --- | ---- | --- |
| Kecskeméti TE |     | 2–1 | 0–0  | 4–3 |
| Paksi FC      | 1–2 |     | 10–1 | 5–3 |
| Szolnoki MÁV  | 1–3 | 0–4 |      | 1–3 |
| Újpest        | 4–2 | 3–3 | 1–0  |     |

| 2011. augusztus 31. 17:30 |

| Szolnoki MÁV        | 1–3               | Kecskeméti TE                        |
| ------------------- | ----------------- | ------------------------------------ |
| Mile 51' (11-esből) | (0–1) Jegyzőkönyv | Alempijević 40' Čukić 71' Lencse 78' |

| Tiszaligeti stadion, Szolnok Nézőszám: 200 Játékvezető: Lovas László (magyar) |

| 2011. augusztus 31. 18:00 |

| Újpest                   | 3–3               | Paksi FC                        |
| ------------------------ | ----------------- | ------------------------------- |
| Balogh 9' Barczi 22' 40' | (3–1) Jegyzőkönyv | Gévay 8' Hrepka 68' Montvai 82' |

| Szusza Ferenc Stadion, Budapest Nézőszám: 500 Játékvezető: Botló Béla (magyar) |

| 2011. szeptember 7. 16:30 |

| Paksi FC                                                                            | 10–1              | Szolnoki MÁV |
| ----------------------------------------------------------------------------------- | ----------------- | ------------ |
| Kiss 19' Vayer 25' 40' Gévay 34' 51' Hrepka 45' Montvai 48' 49' Böde 64' Tamási 68' | (5–1) Jegyzőkönyv | Kalmár 7'    |

| Fehérvári út, Paks Nézőszám: 200 Játékvezető: Barna Gábor (magyar) |

| 2011. szeptember 7. 18:00 |

| Kecskeméti TE                       | 4–3               | Újpest                                                |
| ----------------------------------- | ----------------- | ----------------------------------------------------- |
| Lencse 2' Savić 59' Simon 74' 90+2' | (1–2) Jegyzőkönyv | Bognár 19' (11-esből) Üveges 35' Szabó 55' (11-esből) |

| Széktói Stadion, Kecskemét Nézőszám: 1 000 Játékvezető: Karakó Ferenc (magyar) |

| 2011. október 5. 15:00 |

| Paksi FC   | 1–2               | Kecskeméti TE         |
| ---------- | ----------------- | --------------------- |
| Bartha 49' | (0–0) Jegyzőkönyv | Pekár 64' Maynard 67' |

| Fehérvári út, Paks Nézőszám: 150 Játékvezető: Gyarmati II. Tibor (magyar) |

| 2011. október 5. 18:00 |

| Újpest     | 1–0               | Szolnoki MÁV |
| ---------- | ----------------- | ------------ |
| Rajczi 88' | (0–0) Jegyzőkönyv |              |

| Szusza Ferenc Stadion, Budapest Nézőszám: 200 Játékvezető: Mészáros István (magyar) |

| 2011. október 12. 15:00 |

| Szolnoki MÁV | 1–3               | Újpest                                     |
| ------------ | ----------------- | ------------------------------------------ |
| Kalmár 90'   | (0–1) Jegyzőkönyv | Barczi 21' Takács 54' (11-esből) Simon 90' |

| Tiszaligeti stadion, Szolnok Nézőszám: 100 Játékvezető: Farkas Ádám (magyar) |

| 2011. október 12. 17:00 |

| Kecskeméti TE       | 2–1               | Paksi FC       |
| ------------------- | ----------------- | -------------- |
| Bertus 11' Mohl 66' | (1–1) Jegyzőkönyv | Magasföldi 16' |

| Széktói Stadion, Kecskemét Nézőszám: 300 Játékvezető: Kovács Gábor (magyar) |

| 2011. november 9. 13:30 |

| Szolnoki MÁV | 0–4               | Paksi FC                           |
| ------------ | ----------------- | ---------------------------------- |
|              | (0–1) Jegyzőkönyv | Gévay 5' Hrepka 75' 77' Sifter 83' |

| Tiszaligeti stadion, Szolnok Nézőszám: 100 Játékvezető: Urbán Eszter (magyar) |

| 2011. november 9. 17:00 |

| Újpest                                         | 4–2               | Kecskeméti TE    |
| ---------------------------------------------- | ----------------- | ---------------- |
| Rajczi 15' 49' Remili 74' Lázár 85' (11-esből) | (1–2) Jegyzőkönyv | Litsingi 19' 43' |

| Szusza Ferenc Stadion, Budapest Nézőszám: 800 Játékvezető: Takács János (magyar) |

| 2011. november 16. 13:00 |

| Paksi FC                                          | 5–3               | Újpest                            |
| ------------------------------------------------- | ----------------- | --------------------------------- |
| Gévay 18' Hrepka 45' Magasföldi 52' 75' Vayer 77' | (2–1) Jegyzőkönyv | Balogh 8' Electo 51' Marković 66' |

| Fehérvári út, Paks Nézőszám: 150 Játékvezető: Becséri Dániel (magyar) |

| 2011. november 16. 16:00 |

| Kecskeméti TE | 0–0               | Szolnoki MÁV |
| ------------- | ----------------- | ------------ |
|               | (0–0) Jegyzőkönyv |              |

| Széktói Stadion, Kecskemét Nézőszám: 300 Játékvezető: Gaál Gyöngyi (magyar) |

### E csoport
| Csapat           | M | Gy | D | V | G+ | G– | Gk  | P  |
| ---------------- | - | -- | - | - | -- | -- | --- | -- |
| Debreceni VSC    | 6 | 5  | 1 | 0 | 18 | 8  | +10 | 16 |
| Diósgyőr         | 6 | 3  | 1 | 2 | 12 | 5  | +7  | 10 |
| Mezőkövesd-Zsóry | 6 | 1  | 1 | 4 | 7  | 18 | –11 | 4  |
| Vasas            | 6 | 0  | 3 | 3 | 12 | 18 | –6  | 3  |

|                  | DEB | DIÓ | MEZ | VAS |
| ---------------- | --- | --- | --- | --- |
| Debreceni VSC    |     | 2–1 | 6–0 | 5–4 |
| Diósgyőr         | 0–1 |     | 4–0 | 3–0 |
| Mezőkövesd-Zsóry | 0–1 | 1–3 |     | 2–2 |
| Vasas            | 3–3 | 1–1 | 2–4 |     |

| 2011. augusztus 31. 17:00 |

| Debreceni VSC          | 2–1               | Diósgyőr         |
| ---------------------- | ----------------- | ---------------- |
| Bouadla 43' Alisić 58' | (1–0) Jegyzőkönyv | Máté 73' (öngól) |

| Oláh Gábor utca, Debrecen Nézőszám: 1 200 Játékvezető: Karakó Ferenc (magyar) |

| 2011. augusztus 31. 17:30 |

| Mezőkövesd-Zsóry       | 2–2               | Vasas                 |
| ---------------------- | ----------------- | --------------------- |
| Lakatos 80' Vámosi 83' | (0–1) Jegyzőkönyv | Beliczky 45' Boda 78' |

| Városi stadion, Mezőkövesd Nézőszám: 500 Játékvezető: Takács János (magyar) |

| 2011. szeptember 7. 16:00 |

| Vasas                                 | 3–3               | Debreceni VSC                         |
| ------------------------------------- | ----------------- | ------------------------------------- |
| Ferkó 27' Beliczky 34' Mehmedagić 67' | (2–1) Jegyzőkönyv | Alisić 42' Szilágyi 73' Ludánszki 80' |

| Illovszky Rudolf Stadion, Budapest Nézőszám: 200 Játékvezető: Kovács Gábor (magyar) |

| 2011. szeptember 7. 18:00 |

| Diósgyőr                                      | 4–0               | Mezőkövesd-Zsóry |
| --------------------------------------------- | ----------------- | ---------------- |
| Luque 22' Vadász 28' Arze 35' Budovinszky 58' | (3–0) Jegyzőkönyv |                  |

| DVTK-stadion, Miskolc Nézőszám: 800 Játékvezető: Szabó Zsolt (magyar) |

| 2011. október 5. 15:00 |

| Debreceni VSC                                    | 6–0               | Mezőkövesd-Zsóry |
| ------------------------------------------------ | ----------------- | ---------------- |
| Lucas 23' 55' Zahovaiko 42' 84' Ferenczi 52' 89' | (2–0) Jegyzőkönyv |                  |

| Oláh Gábor utca, Debrecen Nézőszám: 1 200 Játékvezető: Farkas Tibor (magyar) |

| 2011. október 6. 18:00 |

| Diósgyőr                                | 3–0               | Vasas |
| --------------------------------------- | ----------------- | ----- |
| Tisza 59' Budovinszky 71' Menougong 89' | (0–0) Jegyzőkönyv |       |

| DVTK-stadion, Miskolc Nézőszám: 2 500 Játékvezető: Becséri Dániel (magyar) |

| 2011. október 12. 14:00 |

| Vasas        | 1–1               | Diósgyőr  |
| ------------ | ----------------- | --------- |
| Beliczky 12' | (1–1) Jegyzőkönyv | Seydi 40' |

| Illovszky Rudolf Stadion, Budapest Nézőszám: 200 Játékvezető: Pánczél Krisztián (magyar) |

| 2011. október 12. 15:00 |

| Mezőkövesd-Zsóry | 0–1               | Debreceni VSC |
| ---------------- | ----------------- | ------------- |
|                  | (0–1) Jegyzőkönyv | Rezes 43'     |

| Városi stadion, Mezőkövesd Nézőszám: 600 Játékvezető: Kovács J. Zoltán (magyar) |

| 2011. november 8. 18:00 |

| Debreceni VSC                                                         | 5–4               | Vasas                                               |
| --------------------------------------------------------------------- | ----------------- | --------------------------------------------------- |
| Alisić 28' Zahovaiko 33' 44' Ferenczi 50' (11-esből) Mijadinoszki 71' | (3–0) Jegyzőkönyv | Hudson-Odoi 51' 90+2' Mészáros 63' Máté 67' (öngól) |

| Oláh Gábor utca, Debrecen Nézőszám: 1 300 Játékvezető: Fenyvesi Szabolcs (magyar) |

| 2011. november 9. 13:30 |

| Mezőkövesd-Zsóry | 1–3               | Diósgyőr                    |
| ---------------- | ----------------- | --------------------------- |
| Palásthy 78'     | (0–1) Jegyzőkönyv | Luque 45' Seydi 52' Pál 90' |

| Városi stadion, Mezőkövesd Nézőszám: 500 Játékvezető: Berényi Tamás (magyar) |

| 2011. november 16. 13:00 |

| Vasas        | 2–4               | Mezőkövesd-Zsóry                                       |
| ------------ | ----------------- | ------------------------------------------------------ |
| Šimić 2' 26' | (2–1) Jegyzőkönyv | Török 8' Lakatos 57' Olasz 62' Enescu 90+2' (11-esből) |

| Illovszky Rudolf Stadion, Budapest Nézőszám: 100 Játékvezető: Urbán Eszter (magyar) |

| 2011. november 16. 16:00 |

| Diósgyőr | 0–1               | Debreceni VSC |
| -------- | ----------------- | ------------- |
|          | (0–1) Jegyzőkönyv | Alisić 40'    |

| DVTK-stadion, Miskolc Nézőszám: 1 500 Játékvezető: Németh Ádám (magyar) |

### Második helyezett csapatok sorrendje
| Csoport | Csapat       | M | Gy | D | V | G+ | G– | Gk  | P  |
| ------- | ------------ | - | -- | - | - | -- | -- | --- | -- |
| C       | MTK Budapest | 6 | 3  | 2 | 1 | 6  | 5  | +1  | 11 |
| D       | Paksi FC     | 6 | 3  | 1 | 2 | 24 | 11 | +13 | 10 |
| E       | Diósgyőr     | 6 | 3  | 1 | 2 | 12 | 5  | +7  | 10 |
| B       | Pécsi MFC    | 6 | 3  | 1 | 2 | 10 | 6  | +4  | 10 |
| A       | Győri ETO    | 6 | 2  | 3 | 1 | 9  | 8  | +1  | 9  |